# Burr Ridge, Illinois
Burr Ridge är en ort (village) i Cook County, och  DuPage County, i delstaten Illinois, USA. Enligt United States Census Bureau har orten en folkmängd på 10 624 invånare (2011) och en landarea på 18,1 km².